# Gowlland Range
Die Gowlland Range ist ein etwa 58 km2 großer Gebirgszug in der kanadischen Provinz British Columbia. Er liegt etwa 20 Kilometer nordwestlich von Victoria im Süden von Vancouver Island und ist Bestandteil der Vancouver Island Ranges.
Der Höhenzug liegt auf der Saanich Peninsula und verläuft von Nordosten nach Nordwesten. Nach Nordwesten wird er begrenzt durch den Finlayson Arm des Saanich Inlets. Nach Nordosten beendet die Brendwood Bay die Ausdehnung. Sein südwestliches Ende wird ungefähr durch den Highway 1 markiert, während der Fuß des Mount Work den südöstlichsten Punkt darstellt. Ein Teil der Gowlland Range entlang des Finlayson Arm ist Bestandteil des Gowlland Tod Provincial Park.
Der Mount Work ist mit 449 m der höchste Berg des Gebirgszugs. Weitere wichtige Berge der Kette sind der Jocelyn Hill mit 434 m Höhe, sowie der Mount Finlayson mit 419 m Höhe.